# Macromia corycia
Macromia corycia – gatunek ważki z rodziny Macromiidae.